# شمارخ
شمارخ قرية سوريّة تتبع إداريّاً لمحافظة حلب منطقة أعزاز ناحية مركز أعزاز، بلغ تعداد سكانها 226 نسمة حسب التعداد السكاني لعام 2004.